# Крабе
Крабе су група декаподних ракова (Decapoda) из инфрареда Brachyura. Називају се и краткорепи ракови (превод латинског назива) услед тога што је задњи део тела кратак и подвијен испод предњег (главеногрудног) региона (абдомена) (грч. βραχύς = кратак, οὐρά / οura = реп).

## Опис
Величина им се креће од веома малих, чије су љуштуре пречника само 6 mm, до џиновске јапанске паука–крабе која има љуштуру пречника 30 cm и распона клешта до 3,7 m.
Већина врста краба има љуштуре, али има и изузетака као што је рак самац који нема љуштуру, већ се настањује у шкољци морског пужа или неког другог мекушца.
Праве крабе имају 5 пара ногу, мада нису све видљиве код неких врста. Предњи пар ногу има развијена клешта са којима лове плен. Многе врсте краба користи задњи пар ногу као весла за пливање. Реп им је обично веома мали и подвучен под тело.
На земљи, крабе ходају постранце.
Главеногрудни регион (cephalotorax) код краба има овални облик, на леђима испупчен, прекривен бројним квржицама. Напред је ужи и има два краћа шиљка. Уз ивице такође има низ краћих трнастих израштаја. Има очи на кратким дршкама, које може, као и антене, да увуче у удубљења на главеногрудном региону. Има четири пара дугих ногу, које се завршавају бодљама и служе за ходање, и један предњи пар претворен у танка клешта.
Главеногрудни регион дуг је око 20 cm, има бледу жућкасту боју и често на њему одозго расту алге или сунђери, па може добро да се сакрије у својој околини.

## Сексуални диморфизам код краба
Сексуални диморфизам је појава када мужјаци и женке исте врсте показују различите физичке особине које нису директно повезане са репродуктивним органима. Код краба, ова појава је изразита и може обухватати разлике у величини, облику тела, боји и величини кљешта.

### Величина и облик тела
Код многих врста краба, мужјаци су обично већи од женки, мада постоје врсте код којих је овај однос супротан. Ове разлике у величини могу бити значајне и играју улогу у репродуктивном понашању, као што су борбе за партнерку или заштита територије.

### Кљешта
Једна од најупадљивијих разлика између полова код краба јесу кљешта. Мужјаци често имају много већа и моћнија кљешта него женке, што им помаже у борби са другим мужјацима и при удварању женкама. Код неких врста, као што је краба-фидлер, мужјак има једно знатно веће кљеште које користи за привлачење женки.

### Боја
Сексуални диморфизам код боје краба је мање чест, али се јавља код одређених врста. Мужјаци могу имати интензивније или светлије боје, што их чини привлачнијим током удварања. Ова разлика у боји такође може служити као упозорење за друге мужјаке или за камуфлажу.

### Понашање
Осим физичких разлика, постоје и одређене разлике у понашању између мужјака и женки краба. Мужјаци често показују агресивније понашање, нарочито када се такмиче за партнерке. Женке, с друге стране, могу бити селективније приликом избора партнера.

## Распрострањеност
Већина краба живи у мору. Оне које живе на некој мало већој удаљености се враћају у море за време размножавања.
Међутим, неке крабе проводе читав живот у слаткој води, а неке се враћају из слатке воде у море ради размножавања.

## Размножавање
Женка под репом носи оплођена јаја из којих се преображајем развијају одрасле животиње.

## Исхрана
Крабе се много разликују по исхрани. Неки су биљоједи, неки месоједи, а неки једу све, чак и отпатке.

## Галерија
- Морска краба у Ченају
- Пустињски рак на морском краставцу
- Краба (Pachygrapsus marmoratus) на Истарској обали (Јадранско море)
- Краба близу мора
- Краба у "Sea Life Centre" у Блекпулу
- Морски јежеви и краба на наранџастом сунђеру у градским стенама
- Краба (Pachygrapsus marmoratus)
- Западноафричка уца
- Sally Lightfoot crab (Grapsus grapsus)
- Пустињска краба